# Faulkner County
Faulkner County är ett administrativt område i delstaten Arkansas, USA. År 2010 hade countyt 113 237 invånare. Den administrativa huvudorten (county seat) är Conway. 
Countyt grundades 1873 och fick sitt namn efter Sanford Faulkner. 

## Geografi
Enligt United States Census Bureau har countyt en total area på 1 720 km². 1 676 km² av den arean är land och 44 km² är vatten. 

### Angränsande countyn
- Cleburne County - nordöst
- White County - öst
- Lonoke County - sydöst
- Pulaski County - syd
- Perry County - sydväst
- Conway County - väst
- Van Buren County - nordväst